# جائزة ديترويت الكبرى 1982
جائزة ديترويت الكبرى 1982 هو سباق فورمولا 1 أقيم بتاريخ 6 يونيو 1982 في ديترويت، ميشيغان. كان السابع من أصل 16 في بطولة العالم لسباقات الفورمولا واحد موسم 1982.

## الترتيب النهائي
| الترتيب | السائق         | النقاط |
| ------- | -------------- | ------ |
| 1       | جون واتسون     | 26     |
| 2       | ديدييه بيروني  | 20     |
| 3       | ألن بروست      | 18     |
| 4       | كيكي روزبرغ    | 17     |
| 5       | ريكاردو باتريس | 13     |
| المصدر: |                |        |